# Jerzy Sieradzki
Jerzy Sieradzki (ur. 17 kwietnia 1899 we Lwowie, zm. 7 listopada 1918 tamże) – polski działacz niepodległościowy, student, Orlę Lwowskie, kawaler Orderu Virtuti Militari.

## Życiorys
Urodził się 17 kwietnia 1899 we Lwowie. Był jedynym synem Włodzimierza Sieradzkiego (1880-1941), lekarza, profesora i rektora Uniwersytetu Jana Kazimierza, ofiary mordu profesorów lwowskich, i Karoliny (Liną) z domu Zaremba (1878-1955). Miał siostrę Aleksandrę (1900-1978), zamężną z Kazimierzem Nieżychowskim, kapitanem Wojska Polskiego. Uczył się w Wyższym Gimnazjum Realnym im. A. Mickiewicza we Lwowie, w którym 4 czerwca 1917 zdał maturę z odznaczeniem. Następnie studiował na Wydziale Budowy Maszyn Politechnice Lwowskiej.
U kresu I wojny światowej w listopadzie 1918 jako ochotnik brał udział w obronie Lwowa podczas wojny polsko-ukraińskiej. Przebywał w załodze polskiej, która 4 listopada zajęła Pałac Sapiehów. 7 listopada 1918 nieostrożnie wychylił się poza pałac został ranny w głowę pociskiem wystrzelonym przez nieprzyjaciela z położej powyżej Cytadeli. Zmarł w następstwie odniesionej rany w szpitalu Politechniki. Był kawalerem, bezdzietnym.
Został pochowany na Cmentarzu Obrońców Lwowa (kwatera V, miejsce 298) (według innej wersji w kwaterze XI, miejsce 748).
Uchwałą Rady Miasta Lwowa z listopada 1938 jednej z ulic we Lwowie nadano imię Jerzego Sieradzkiego.

## Ordery i odznaczenia
- Krzyż Srebrny Orderu Wojskowego Virtuti Militari nr 2941 – 10 sierpnia 1922[12][13]
- Krzyż Niepodległości – pośmiertnie 4 listopada 1933 „za pracę w dziele odzyskania niepodległości”[14][15][16]
- Krzyż Walecznych nr 19115[1][17]
- Krzyż Obrony Lwowa[1]